# Лейк-Эйлдон
Лейк-Эйлдон (англ. Lake Eildon National Park) — национальный парк, расположенный в регионе Сентрал-Хайлендс Виктории в Австралии, основанный в 1997 году. Площадь парка составляет 27 750 га. Расположен в 111 км к северо-востоку от Мельбурна и примыкает к берегам озера Эйлдон.

## История
В долине реки Гоулберн проживали несколько сотен членов племени австралийских аборигенов, известного как народ таунгуронг. Культурные объекты, принадлежащие народу, были затоплены с образованием озера Эйлдон.
В парке есть несколько шахт, связанных с золотой лихорадкой Виктории 1860-х годов. В парке также есть реликвии раннего сельскохозяйственного использования.
В 1950-х годах правительство Виктории приобрело сельскохозяйственные угодья вдоль рек Гоулберн и Делатит для строительства озера Эйлдон, чтобы обеспечить ирригацию долины Гоулберна. Незатопленная территория площадью 2670 га была объявлена национальным парком Фрейзер в 1957 году. Площадь государственного леса площадью 24 тыс. га, прилегающего к озеру, была зарезервирована как государственный парк Эйлдон в 1980 году для защиты водосбора озера Эйлдон. В 1997 году два парка были объединены в национальный парк Лейк-Эйлдон.

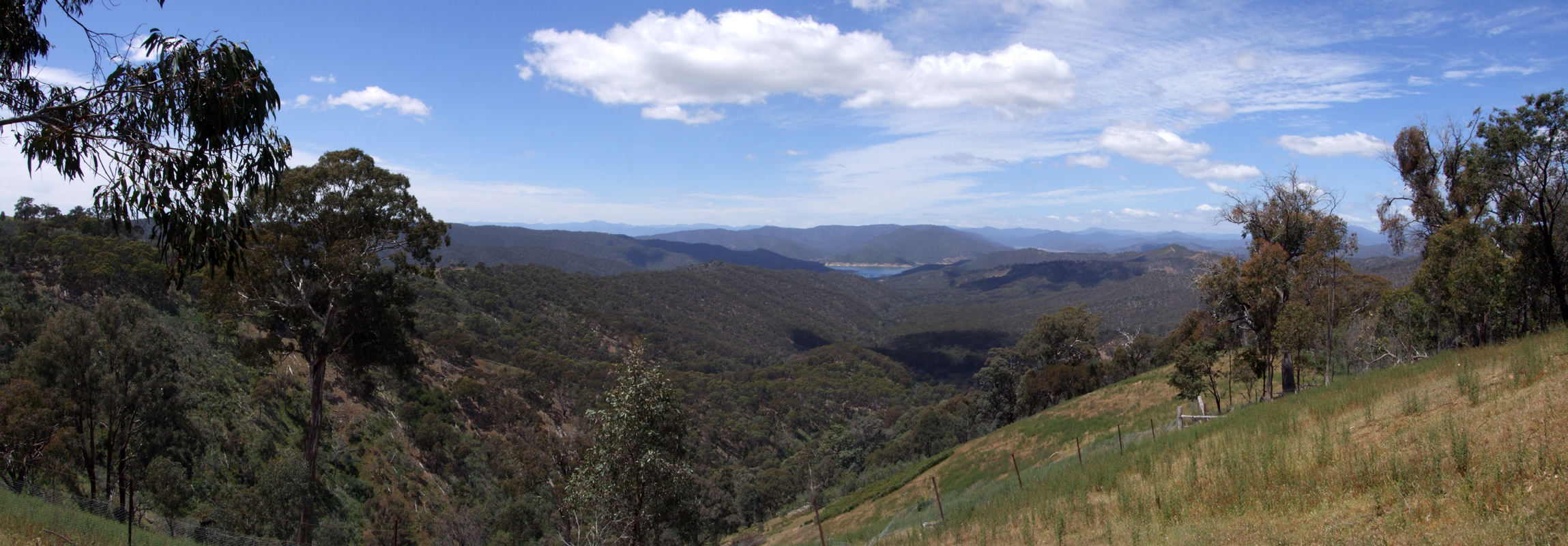
Панорама парка

## Геология
Парк гористый, с вершинами до 900 м и включает в себя край Церберийской кальдеры, огромного округлого вулкана диаметром около 27 км, который был активен около 380 млн лет назад. Кальдера видна в нескольких местах в виде обнажений гранита. Считается, что Церберийская кальдера подверглась суперизвержению 374 млн лет назад, что, в свою очередь, способствовало девонскому вымиранию.

## Флора и фауна
Растительность парка, как правило, представляет собой сухой открытый эвкалиптовый лес с участками прибрежных и горных лесов. Основными видами эвкалипта являются такие виды, как эвкалипт обильноцветковый и эвкалипт красноватый и других, с участками эвкалипта царственного и эвкалипта шаровидного.
Известная местная фауна парка включает 34 вида млекопитающих, 89 птиц, 17 рептилий, 10 амфибий и трех пресноводных рыб. Зарегистрированная в парке фауна, находящаяся под угрозой исчезновения, включает большую сумчатую крысу и древесную лягушку Ranoidea spenceri. Восточные серые кенгуру очень распространены в кемпингах парка.

## Туризм
Большинство туристов используют парк в качестве базы для занятий водными видами спорта на озере Эйлдон, таких как катание на моторных лодках и водных лыжах. В некоторых частях парка в сезон разрешена охота на оленя.

## Галерея

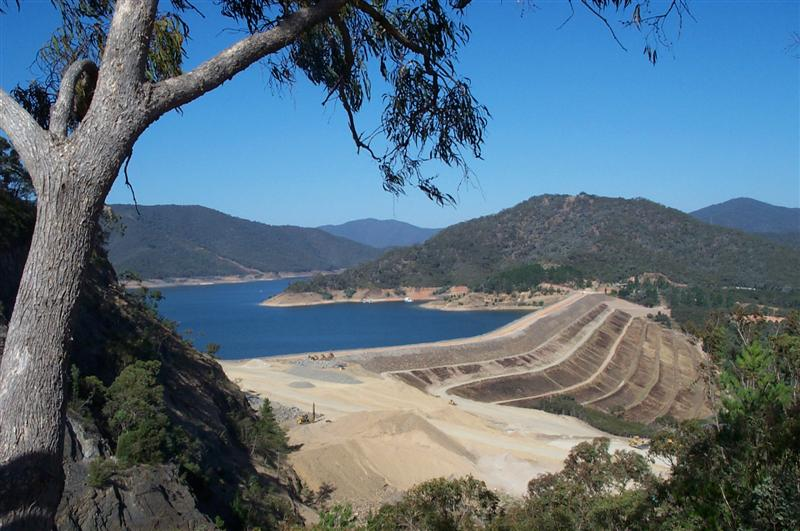
Плотина водохранилища
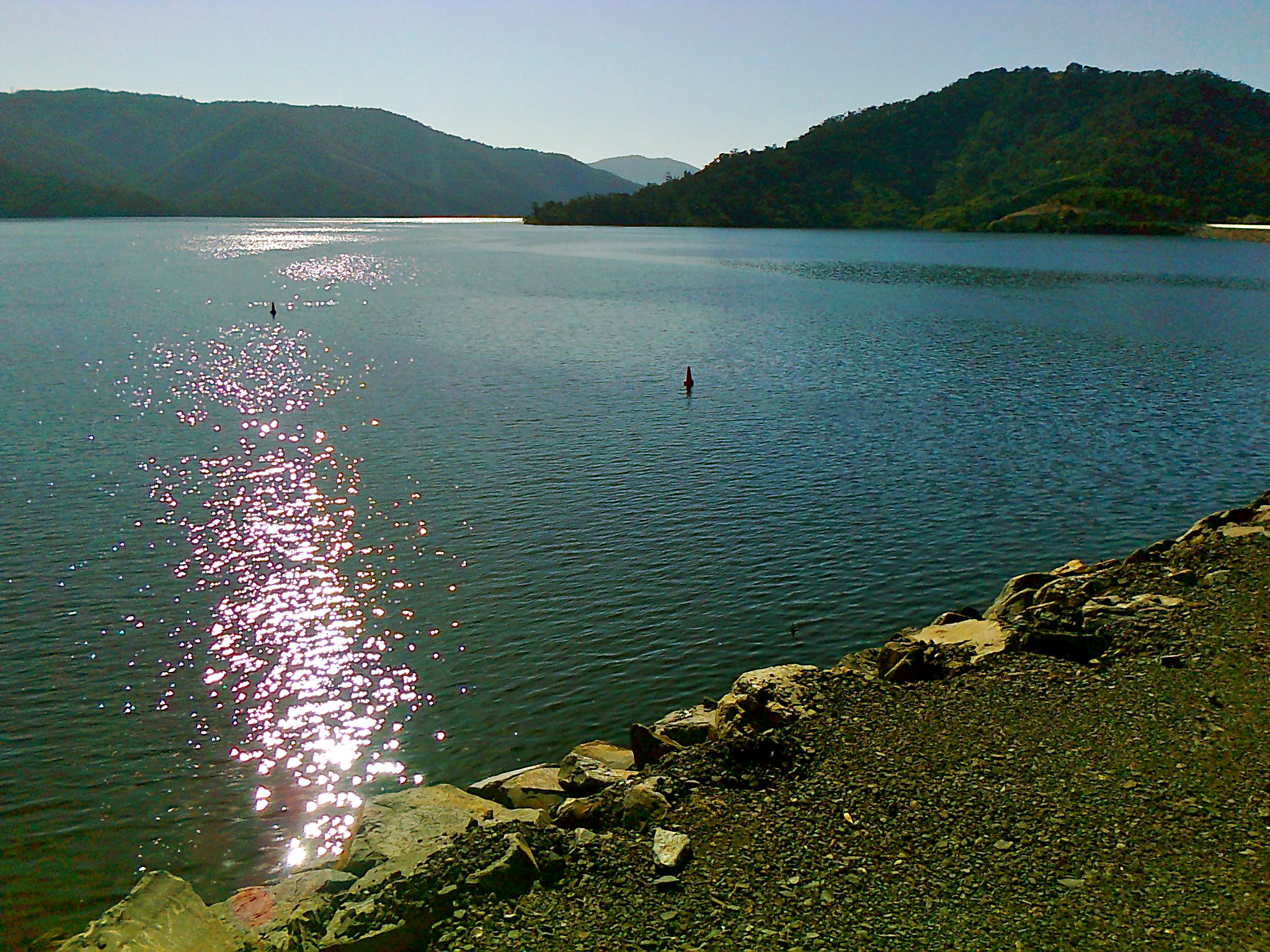
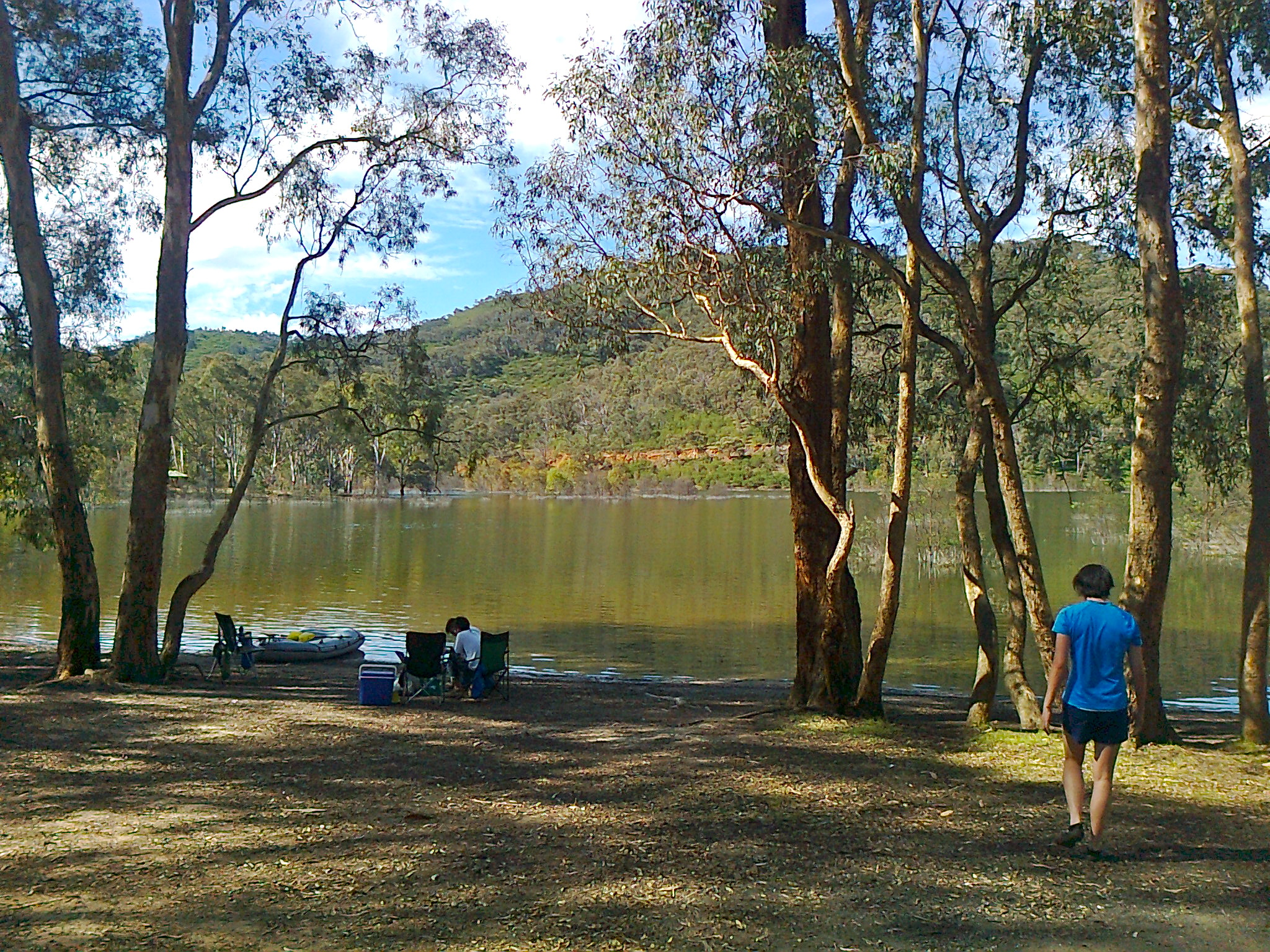
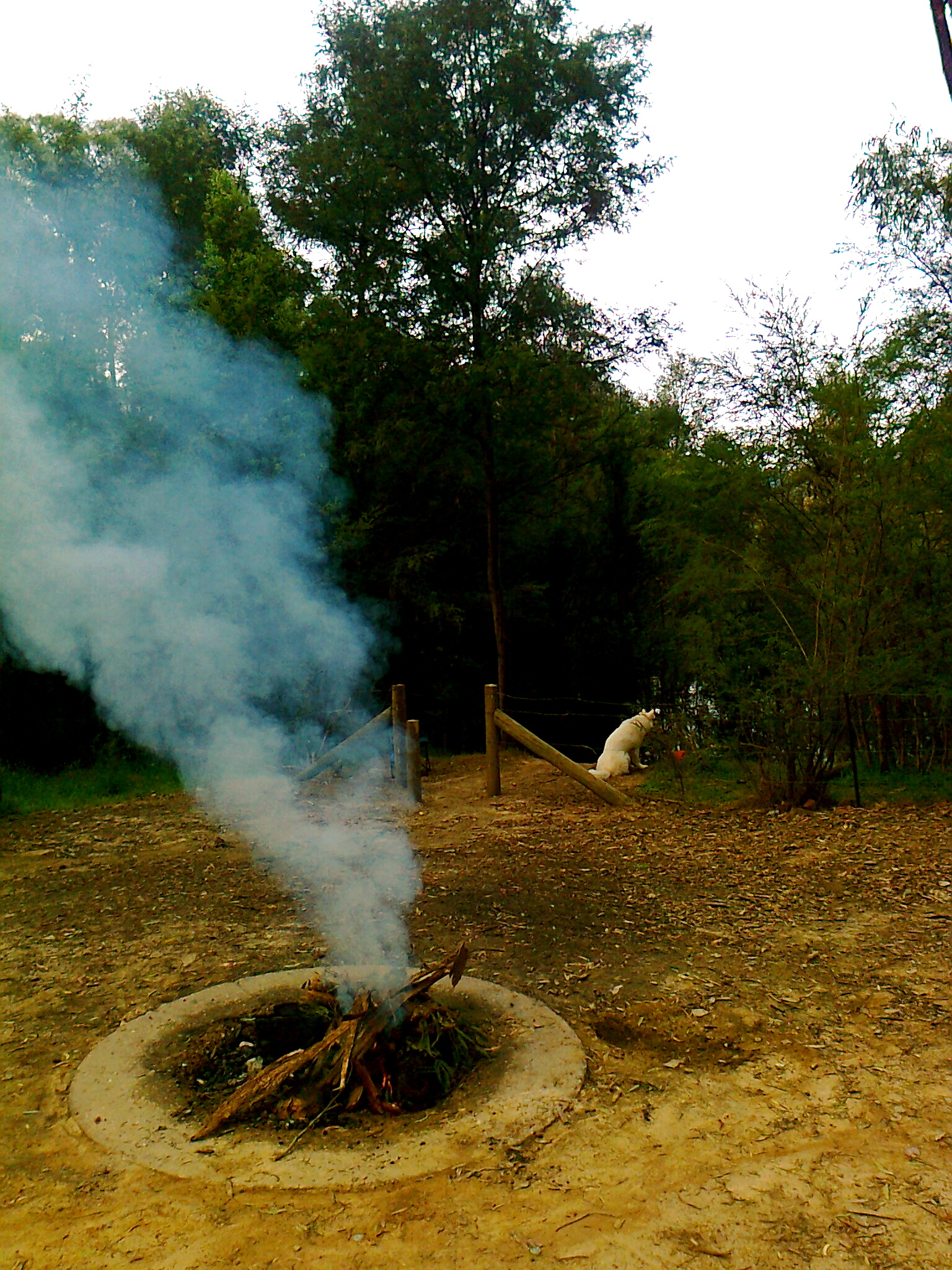